# Де Куртис, Лилиана
Лилиана де Куртис (итал. Liliana de Curtis), также Лилиана Фокас Флавио Анджело Дукас Комнено де Куртис ди Бизанцио Гальярди (итал.  Liliana Focas Flavio Angelo Ducas Comneno de Curtis di Bisanzio Gagliardi, 10 мая 1933, Рим — 3 июня 2022, Рим) — итальянская актриса и писательница, фотограф. Дочь Тото и Дианы Рольяни.

## Биография

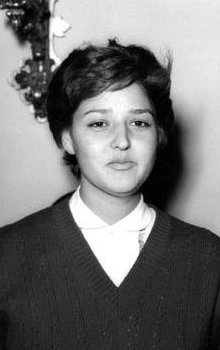
Юная Лилиана де Кертис

Имя Лилиана было выбрано Тото в память о Лилиане Кастаньоле, с которой у неаполитанского актёра были романтические отношения до того, как он присоединился к Диане Рольяни, и которая покончила жизнь самоубийством ради него. Вышла замуж в первом браке в 1951 году за кинопродюсера Джанни Буффарди, от него родила двоих детей: Антонелло и Диану. Впоследствии, через несколько лет брак с Буффарди потерпел неудачу, она вышла замуж за Серджо Антиколи, от которого у неё родилась дочь Елена (1969 г.р., основатель коммерческого бренда «CafféTotò»).
У неё был небольшой опыт работы актрисой, участвовала в съёмках фильма «Сан-Джованни» в 1940 году и появилась в 1954 году в «Восточном экспрессе». Она отредактировала получасовой документальный фильм для Rai 3 под названием «Я хорошо его знал» с речами Нинетто Даволи и Джакомо Фуриа. В 2007 году она комментировала голосом телепрограмму «Мы — Соединённые Штаты».
В театре она сотрудничала с автором-актёром Антонино Миле, с которым она играла в спектаклях «Простите, месье Тото» (также вместе с Вито Чезаро) и «Тото за кулисами» (режиссёр Марио Ди Хилио). Вместе с самим Миле и Матильдой Аморози Лилиана написала книгу «У каждого предела есть терпение», опубликованную издательством «Rizzoli Editore» и посвящённую Тото. Она часто была гостьей на телевидении, в передачах о своём отце, память которого она поддерживала мероприятиями в разных местах Италии, а также посвящала биографические книги, в том числе «Малафеммена», опубликованная в 2009 году в Arnoldo Mondadori Editore.
21 сентября 2013 года она участвовала в празднике Сан-Дженнаро, организованном в Неаполе, где получила награду за карьеру. Она умерла в своём доме в Риме 3 июня 2022 года в возрасте 89 лет. Похороны состоялись 5 июня в Неаполе в церкви Санта-Мария-аи-Верджини, в Рионе-Санита, где родился и вырос её отец, а тело было похоронено в семейной часовне на кладбище Санта-Мария-дель-Пьянто рядом с родителями и их дочерью Дианой, которая умерла в 2011 году.

## Работы
- Liliana de Curtis, Matilde Amorosi[10], Totò a prescindere, Arnoldo Mondadori Editore, 1992, ISBN 8804357487
- Totò, Matilde Amorosi, Alessandro Ferraù, Liliana de Curtis, Siamo uomini o caporali? - Diario semiserio di Antonio de Curtis, Newton Compton[итал.], 1993, ISBN 8879832786
- Liliana de Curtis, Matilde Amorosi, Malafemmena, Mondadori, 2009, ISBN 8804584521
- Liliana de Curtis, Antonino Miele, Matilde Amorosi, Ogni limite ha una pazienza, Rizzoli Editore[итал.]
- Salvatore Cianciabella (prefazione di Philip Zimbardo, nota introduttiva di Liliana de Curtis). Siamo uomini e caporali. Psicologia della dis-obbedienza. FrancoAngeli, 2014. ISBN 978-88-204-9248-9[11].
- Liliana de Curtis, Matilde Amorosi, Totò mio padre, Rizzoli Editore[итал.], 2016

## Фильмография
- «Сан-Джованни[итал.]», в титрах не указана, режиссёр Амлето Палерми (1940)
- «Восточный экспресс[итал.]», режиссёр Карло Людовико Брагалья[англ.] (1954)